# Coles (Portugal)
Coles ist ein Ort der Gemeinde Samuel im Kreis Soure. Er gehört zum Distrikt Coimbra in Portugal.

## Geografie
Die Ortschaft liegt an der Straße Nr. 348, der Durchgangsstraße in Richtung der Kreisstadt Soure. Es ist der Ort, der dem namensgebenden Zentrum in der Gemeinde Samuel am nächsten liegt.

## Geschichte
Nachdem die Ortschaft Samuel spätestens seit dem 16. Jahrhundert Sitz einer eigenen Gemeinde war, nahm die Bevölkerung seit Ende des 19. Jahrhunderts dort ab. Die Ortschaft Coles wuchs hingegen, so dass die Gemeindeverwaltung und alle wichtigen Einrichtungen von der sich zunehmend auflösenden Ortschaft Samuel ins nahe Coles verlegt wurden. Heute besteht Samuel lediglich aus der Kirche mit Friedhof und Gemeindehaus, sodass Coles der eigentliche Gemeindesitz ist.
Im ungewöhnlich kalten Winter 2010/2011 berichtete der landesweite Fernsehsender SIC beispielhaft aus Coles über die Auswirkungen der Kälte auf den Alltag der Menschen, insbesondere kleiner Schulkinder.

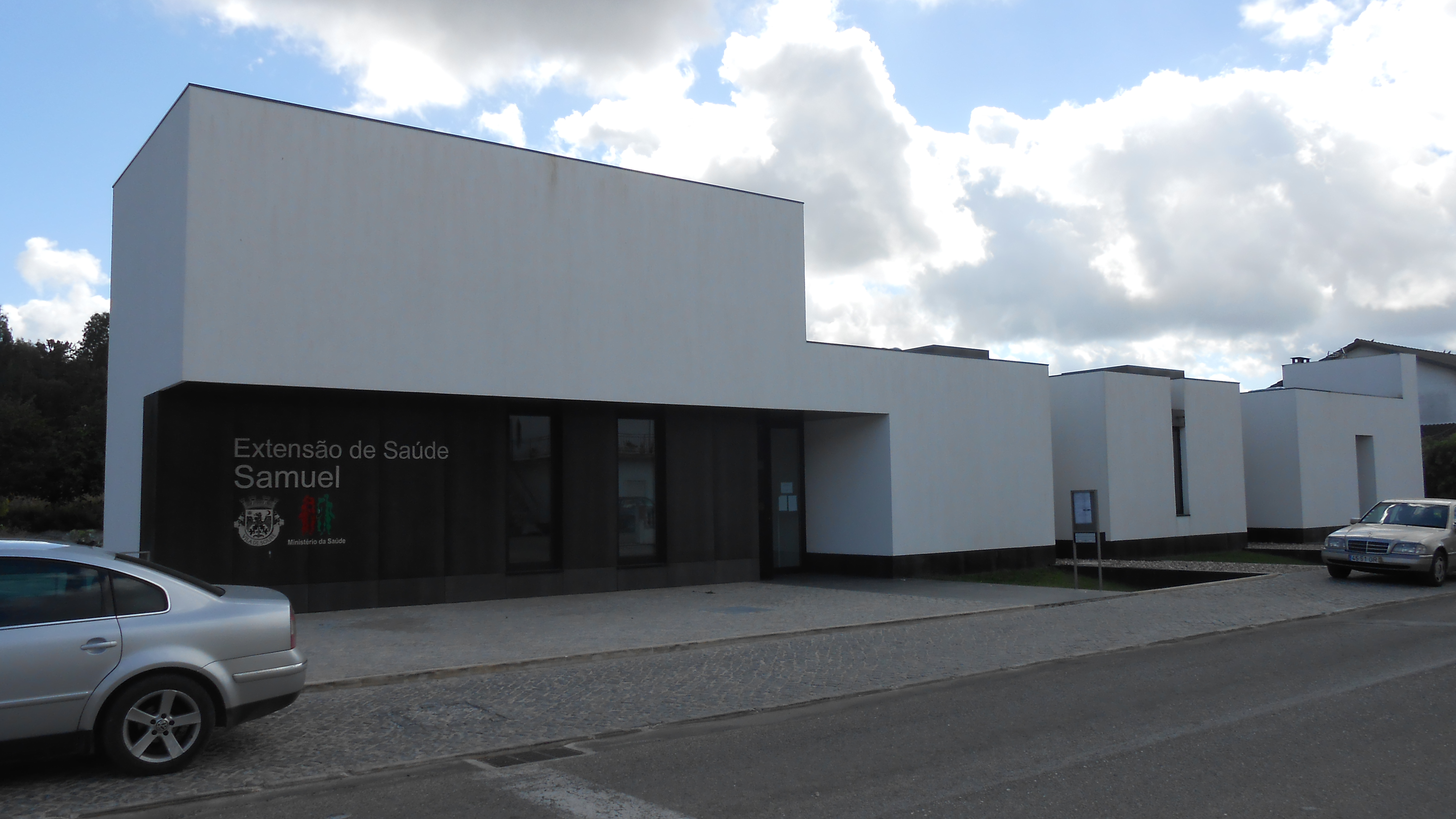
Die Gesundheitseinrichtungen der Gemeinde Samuel in Coles

## Wirtschaft und Verwaltung
Die Gemeindeverwaltung, das Schulzentrum, die Gesundheitsstation und die Associação Cultural, Recreativa e Social de Samuel mit ihren Einrichtungen der Alterspflege, Vorschule, Sporteinrichtungen, Musikschule und Weiterbildung sind hier ansässig. 
Damit ist Coles der eigentliche Verwaltungssitz und wirtschaftliches Zentrum der Gemeinde Samuel.